# Росина (Лече)
Росина (итал. Rossina) је насеље у Италији у округу Лече, региону Апулија.
Према процени из 2011. у насељу је живело 1 становника. Насеље се налази на надморској висини од 0 м.